# Gerhard Adam (Mediziner)
Gerhard Adam (* 2. März 1959) ist ein deutscher Radiologe und Hochschullehrer an der Universität Hamburg, sowie Direktor der Radiologie am Universitätsklinikum Eppendorf.  
Adam studierte in Gent und Köln, wo er 1985 auch promoviert wurde. Er arbeitete in Krankenhäusern in Köln und Aachen. Seine Habilitation erlangte er 1993 an der RWTH Aachen. 1998 wurde er außerplanmäßiger Professor in Aachen, 2000 erhielt er eine ordentliche Professur in Hamburg. Sein Forschungsschwerpunkt sind Nanopartikel als Kontrastverstärker in der Kernspintomographie. Er ist Verfasser zahlreicher wissenschaftlicher Artikel und Lehrbuchkapitel und fungierte in den Herausgebergremien mehrerer radiologischer und onkologischer Fachzeitschriften. 2009–2011 war er Vorsitzender der Deutschen Röntgengesellschaft. Adam ist verheiratet und hat zwei Kinder.

## Veröffentlichungen
- Jörg F. Debatin, Gerhard Adam (Herausgeber): Interventional Magnetic Resonance Imaging. Springer, 1997. ISBN 3540625879